# 颞上回
颞上回（英文：Superior temporal gyrus）是大脑颞叶的一个脑回。该区域包含脑部一些重要结构，包括听觉皮层部分区域（布罗德曼系统第41、42分区）以及语言中枢韦尼克区的主要区域（布罗德曼第22分区）。

## 结构
颞上回位于颞叶，其边界为：
- 外侧沟（上部边界）;
- 颞上沟（下部边界）;
- 从枕前切迹至外侧沟的虚拟线（后部边界）

## 功能
颞上回包含听觉皮层的布罗德曼第41、42分区，属于听觉中枢，负责处理包括语言在内的听觉信号。颞上回的一些区域专门负责分析声音频率的组合，另一些区域专门负责分析声音响度或频率的变化。
此外，颞上回包含韦尼克区的主要部分（布罗德曼第22分区），负责语言的理解，而这个区域在多数人中位于左侧大脑半球（优势半球）。有研究指出颞上回在社交认知中扮演重要角色。

## 图像

颞上回位于红色标记处
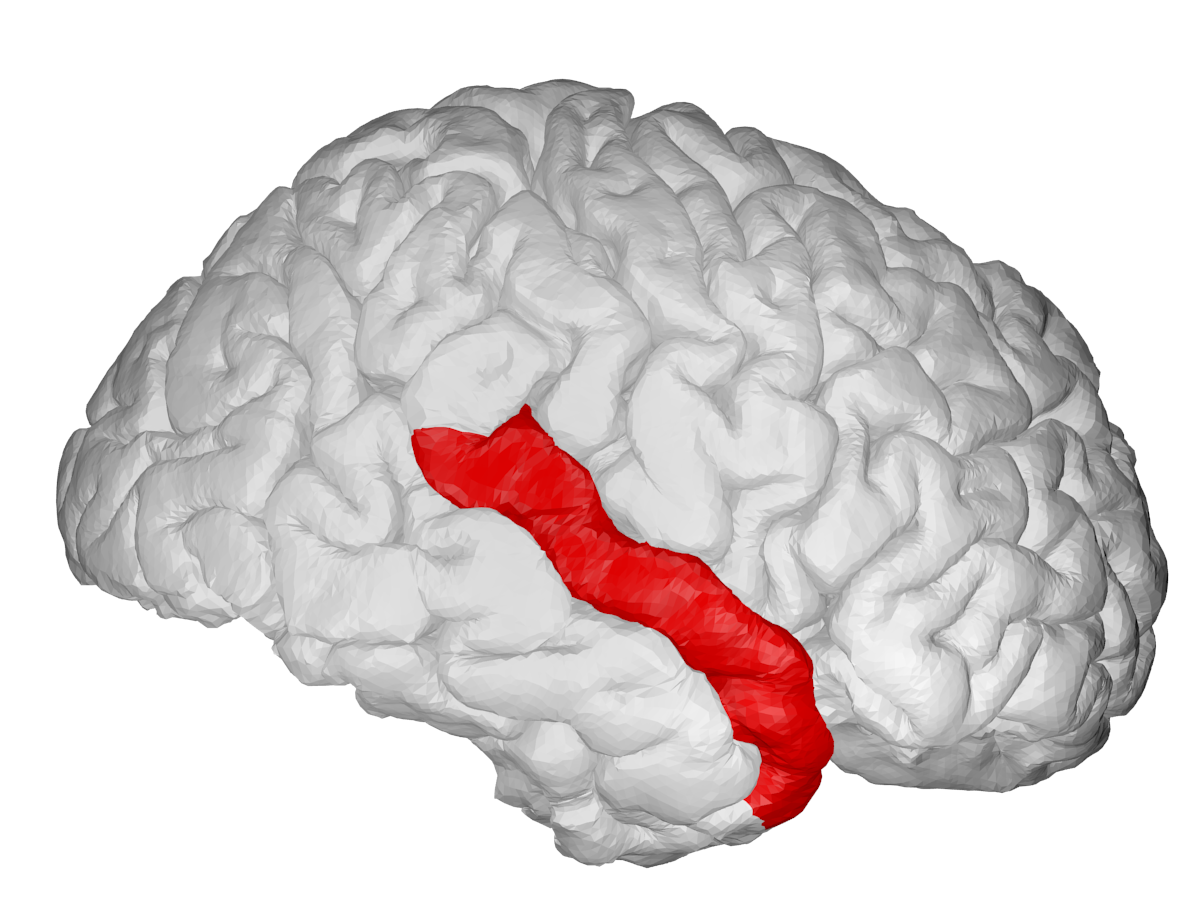
右侧大脑半球（颞上回位于红色标记处）